# Фундатура (Муреш)
Фундатура (рум. Fundătura) насеље је у Румунији у округу Муреш у општини Лудуш. Oпштина се налази на надморској висини од 411 m.

## Становништво
Према подацима из 2002. године у насељу је живело 183 становника.

### Попис2002.
| Расподела становништва по националности 2002.‍ | Расподела становништва по националности 2002.‍ | Расподела становништва по националности 2002.‍ | Расподела становништва по националности 2002.‍ | Расподела становништва по националности 2002.‍ |
| --------------------------------------------- | --------------------------------------------- | --------------------------------------------- | --------------------------------------------- | --------------------------------------------- |
|                                               |                                               |                                               |                                               |                                               |
| Румуни                                        | Румуни                                        |                                               | 71                                            | 38,8%                                         |
| Мађари                                        | Мађари                                        |                                               | 112                                           | 61,2%                                         |